# Joe Lee Johnson
Joe Lee Johnson, född 11 september 1929 i Cowpens i South Carolina, död 26 maj 2005 i Chattanooga i Tennessee, var en amerikansk racerförare.
Johnson gjorde Nascar-debut 27 år gammal och tävlade i Grand National Series (nuvarande Nascar Cup Series) 1957-1962. Johnson tog under sin karriär i cup-serien två segrar, tio topp-fem-placeringar och 20 topp-tio-placeringar på 52 starter. Han tävlade även i den kortlivade Nascar Convertible Division 1958-1959, en serie han vann 1959.
Johnson avled i cancer 2005. Han är gravsatt i Lakewood Memory Gardens East i Chattanooga i Tennessee.

## Resultat

### Nascar Grand National Series
| År      | Starter | Vinster | Top-5 | Top-10 | Pole | Varv | Prispengar ($) | Placering | Poäng |
| ------- | ------- | ------- | ----- | ------ | ---- | ---- | -------------- | --------- | ----- |
| 1957    | 2       | 0       | 0     | 0      | 0    | 0    | 175            | i.u.      | i.u.  |
| 1958    | 6       | 0       | 1     | 3      | 0    | 0    | 1 210          | 91        | i.u.  |
| 1959    | 12      | 1       | 3     | 6      | 0    | 83   | 6 807          | 70        | 256   |
| 1960    | 22      | 1       | 6     | 8      | 0    | 38   | 34 519         | 13        | 7 352 |
| 1961    | 9       | 0       | 0     | 3      | 0    | 0    | 2 615          | 46        | 2700  |
| 1962    | 4       | 0       | 0     | 0      | 0    | 0    | 340            | 93        | 344   |
|         |         |         |       |        |      |      |                |           |       |
| Totalt  | 52      | 2       | 10    | 20     | 0    | 121  | 45 666         |           |       |
| Källor: |         |         |       |        |      |      |                |           |       |

### Nascar Convertible Division
| År      | Starter | Vinster | Top-5 | Top-10 | Pole | Varv | Prispengar ($) | Placering | Poäng |
| ------- | ------- | ------- | ----- | ------ | ---- | ---- | -------------- | --------- | ----- |
| 1958    | 2       | 0       | 0     | 1      | 0    | 0    | 150            | 55        | 184   |
| 1959    | 14      | 2       | 7     | 9      | 0    | 124  | 7 056          | 1         | 7 676 |
|         |         |         |       |        |      |      |                |           |       |
| Totalt  | 16      | 2       | 7     | 10     | 0    | 124  | 7 206          |           |       |
| Källor: |         |         |       |        |      |      |                |           |       |